# Četvrta dalmatinska brigada NOVJ-a
Četvrta dalmatinska brigada NOVJ-a utemeljena je 6. siječnja 1943. godine u selu Šošićima na Biokovu, od bataljuna „Vid Mihaljević“ i novih boraca s područja Makarske, Brača, Hvara i Korčule. Imala je štab brigade, 4 bataljuna i prištapske postrojbe s ukupno 822 borca. Bila je pod zapovjedništvom štaba 4. Operativne zone Hrvatske do 12. veljače 1943. godine. Od utemeljenja Devete dalmatinske divizije pa do kraja rata Četvrta dalmatinska brigada bila je u njezinom sastavu.
U bici na Neretvi vodila je borbe na području Imotskog, Posušja i Širokog Brijega. Tijekom prelaska Neretve i Prenja 9. divizija bila je zadužena za prijevoz i osiguranje Centralne bolnice NOVJ-a. Tom prilikom cijela je divizija, uključujući i Četvrtu dalmatinsku brigadu zahvaćena tifusom.
Četvrta dalmatinska brigada bila je razvojačena 12. travnja 1943. u Nevesinju. Njenim ljudstvom uglavnom je bila popunjena Treća dalmatinska brigada NOVJ-a. Ponovo je utemeljena kao potpuno nova brigada pod istim nazivom 12. rujna 1943. u okolini Splita. Budući da su ju većinom činili borci iz Splita, od tada je bila poznata i pod nazivom Četvrta splitska brigada.
U sastavu svoje 9. divizije sudjelovala je u borbi protiv njemačkih snaga tijekom obrane Splita. Tijekom studenog i prosinca istakla se na pravcima njemačkog nastupanja, tijekom operacije Ziethen. Tijekom Desanta na Drvar, brigada je sudjelovala u oštrim borbama. Također je sudjelovala u borbama za oslobođenje Livna, Duvna i Posušja. Istakla se u Kninskoj i Mostarskoj operaciji.
U Tršćanskoj operaciji napredovala je kroz Istru i oslobodila Plomin, Labin, Rašu i druga mjesta i sudjelovala u uličnim borbama za Trst.
Četvrta dalmatinska brigada odlikovana je Ordenom zasluga za narod sa zlatnom zvijezdom i Ordenom bratstva i jedinstva sa zlatnim vijencem.